# 新幹線923型高速綜合檢測列車
新幹線923型高速綜合檢測列車，是JR東海及JR西日本轄下一款基於新幹線700系電聯車的綜合檢測列車，負責轄下東海道、山陽新幹線的檢測任務。兩列車分別配屬JR東海及JR西日本；與其他同屬上述JR公司的綜合檢測列車，此型列車均統一使用承襲自國鐵時期的921型與922型檢測列車之黃色漆裝，故此有「黃色醫生」（日语：ドクターイエロー）的暱稱。

## 概況
923型綜合檢測列車與700系電聯車一樣，均為動力分散式、交流傳動的電聯車。
列車車頭使用與700型一致的鴨嘴型設計，而其外型塗裝是在黃色車身的車窗下方有一組深藍色線塗裝（上面為粗線、下面為細線），與700系C及B編組大致相似。
在保養方面，T4及T5編組分別由JR東海的大井車輛基地及JR西日本的博多綜合車輛所負責存放及簡單保養，但大架修一律由JR東海的濱松工場擔當，而定修則在大井車輛基地進行 。

## 沿革及運用
為配合東海道、山陽新幹線在1990年代提速至250km/h以上，加上原有的922型高速綜合檢測列車日漸老化，JR東海開始以同期開發的700系動車組為技術平台，於1998年6月宣佈開發新一代綜合檢測動車組，是為923型。
首列923型列車（T4編組，東京車輛所編屬，隸屬於JR東海）於2000年10月正式配屬JR東海並投入服務，取代922系T2編組的檢測功能。及後，另一列同款列車（T5編組，博多綜合車輛所編屬，隸屬於JR西日本）亦於2005年3月配屬JR西日本，原先擔當山陽新幹線檢測任務的922系T3編組亦隨之退役。
目前，此型動車組每10日會行走一次，進行路線基本檢查；而大檢修則為每月一次。
縱使九州新幹線與東海道、山陽新幹線相連，但由於本型沒有配備九州新幹線車輛使用之KS-ATC保安裝置，因此九州新幹線區段的檢測並不是由本型動車組擔當，而是由配屬JR九州的新幹線800系電力動車組臨時裝上檢測儀器後執行。
雖然北陸新幹線當中的上越妙高-敦賀路段屬於JR西日本所有，但系統與東海道、山陽新幹線不同（北陸新幹線電壓頻率為交流電25,000V 50hz/60hz，保安裝置為DS-ATC及耐寒耐雪的要求，東海道、山陽新幹線則分別為25,000V 60hz及ATC-NS），加上本型沒有配備耐寒耐雪結構，因此無法進入北陸新幹線區間，而是由隸屬JR東日本的E926型（S51編組，新幹線綜合車輛中心編屬）綜合檢測列車執行。
此型綜合檢測動車組曾於JR東海濱松工廠舉行的「新幹線真相發現日」中，連同已除籍的新幹線911型柴油機車展出。

## 車輛構造

### 外觀及主要走行機器
除T5編組局部改用日立製TMT-8型三相誘導電機外，其他機器及外觀均與700系C及B編組一致。

### 編組
| 車廂編組                           | 1              | 2            | 3          | 4          | 5          | 6         | 7                    |
| 車廂編號（括號內編號適用於T5編組） | 1（3001）      | 2（3002）    | 3（3003）  | 4（3004）  | 5（3005）  | 6（3006） | 7（3007）            |
| 功能                               | 通信信號檢測車 | 接觸網檢測車 | 儀器控制車 | 軌道檢測車 | 儀器控制車 | 設備車    | 會議車（設50個座位） |

在以上編組中，除第4節車廂為拖卡外，其餘車廂均為動力車卡；而單臂受電弓則設於第2及6節車廂上方，設計與700系相同。
| \| 編组名稱 \| 完工月份 \| 製造厂家 \| 車籍廢除日 \| 参考 \| 所有者 \| \| -------- \| ------------------------ \| ----------------------- \| ------------- \| ----------------------------------------------------------------------------------------------------------------------- \| ------------------------ \| \| T4 \| 2000年10月(投入服務日期) \| 日本車輛製造 日立製作所 \| 2025年2月20日 \| 1-3號車為日立製作所承造 4-7號車為日本車輛製造承造, 已於2025年1月29日退役 \| 東海旅客鐵道(JR東海) \| \| T5 \| 2005年3月(投入服務日期) \| 日本車輛製造 日立製作所 \| \| 1-3號車為日立製作所承造 4-7號車為日本車輛製造承造, 此編組只限於東海道.山陽新幹線運用,不適用於北陸新幹線, 將於2027年退役 \| 西日本旅客鐵道(JR西日本) \| |                          |                         |               | |                          |
| 編组名稱 | 完工月份                 | 製造厂家                | 車籍廢除日    | 参考 | 所有者                   |
| T4 | 2000年10月(投入服務日期) | 日本車輛製造 日立製作所 | 2025年2月20日 | 1-3號車為日立製作所承造 4-7號車為日本車輛製造承造, 已於2025年1月29日退役                                                | 東海旅客鐵道(JR東海)     |
| T5 | 2005年3月(投入服務日期)  | 日本車輛製造 日立製作所 |               | 1-3號車為日立製作所承造 4-7號車為日本車輛製造承造, 此編組只限於東海道.山陽新幹線運用,不適用於北陸新幹線, 將於2027年退役 | 西日本旅客鐵道(JR西日本) |

## 未來發展
縱使此列車的技術基礎-700系電聯車將於2020年由JR東海全部退役，但這兩列綜合檢測列車將進行翻新工程，使其壽命分別延至2026及2031年 。
2024年6月13日，JR東海宣佈其擁有的綜合檢測列車T4編組將於2025年1月完成最後一次檢測工作後除役，JR西日本擁有的T5編組會繼續檢測工作，直到2027年除役。之後會在N700S列車上安裝儀器進行檢測，暫無新造檢測車的計劃。